# 山県重秋
山県 重秋（やまがた しげあき）は、戦国時代の武将。安芸国壬生城主。安芸武田氏の家臣。

## 生涯
安芸山県氏は安芸の国人領主で同国山県郡壬生を本拠とした。
山県重清の子として誕生。大内義興が足利義尹を擁して永正5年（1508年）に上洛した際には、安芸武田氏当主・武田元繁に従って上洛した。永正8年（1511年）の船岡山合戦では大内氏方として奮戦した。
京都から帰還すると、大内氏と武田元繁が対立を深めており、重秋は元繁に味方して、大内氏に抵抗した。永正11年（1514年）の毛利興元書状で、重秋の子・重房に下麻原の一部を所領として宛がった記録が残っており、この頃には家督を息子に譲っていたと思われる。
永正14年（1517年）、安芸武田氏が有田城を包囲した有田中井手の戦いにおいて、重秋は子・重房と共に武田元繁に従って出陣したが、毛利氏当主・毛利幸松丸の後見人毛利元就、吉川氏家臣宮庄経友率いる毛利・吉川連合軍によって敗北を喫した。

## 甲斐武田家臣山県昌景との関係
通説では、山県昌景は甲斐国の飯富氏当主・飯富虎昌の弟とされていたが、兄弟にしては年齢があまりにも違うこと、萩藩の一級資料「閥閲録」では、昌景が山県重秋の子で、重秋の後妻との不仲が原因で安芸山県氏を出奔して甲斐に赴いたとされていることから、重秋の子という可能性もある。